# Союз племени ирокезов
«Голубая птица» (нем. Blauvogel) — индейский фильм DEFA 1979 года. Основан на одноименном романе Анны Юрген, сюжет которого сильно отличается от книги. Оригинальное название — «Синяя птица», но в советский прокат фильм вышел под названием «Союз племени ирокезов».

## Исторический фон
Ещё до прибытия европейцев, была создана Конфедерация ирокезов. Создание индейского межплеменного союза — значительно ранее 1570 года, как наиболее вероятная дата. Существовало ещё несколько других союзов ирокезских племен: Нейтралы, Саскуеханнок, и Гуроны. Но Лига Ирокезов была самым важным политическим образованием, созданным коренными американцами за всё время колонизации континента. Индейцы первоначально относились к колонистам дружелюбно. Научили пришельцев сеять кукурузу, табак, горох, бобы; выращивать тыкву, кабачки, дыню, огурцы, делать пироги из древесной коры.

## Сюжетная линия

### Вступление
1755 год. Семья Рустеров эмигрирует из Англии в британскую колонию в Северной Америке. Отец, бывший батрак, вместе со своей семьёй ведёт нелёгкую жизнь поселенца пограничья. Здесь они  могут построить новую жизнь, как фермеры. Несмотря на то, что между англичанами и французами идет война, пионеры не позволяют себе втягиваться в противостояние. Девятилетний Джордж в восторге, когда его отец показывает ему богатство природы. На земле, которую они купили, у самого большого дерева отец объясняет ему, что они теперь в раю. Как утверждает Джон Рустер, в Англии они умерли бы уже с голоду, а в новой стране у них есть всё — хлеб и свобода. Семья начинает корчевать первозданную пущу и вырывать у неё бесценную землю.

### Основная часть
1. Эпизод 

Однажды на фермеров нападают индейцы и Джорджа похищают. Они привозят его в свою деревню. Он принимается индейской семьей вместо умершего сына и получает имя «Голубая Птица». Джордж тоскует по дому и с трудом привыкает к обычаям индейцев; он не в восторге от всего этого и пытается сбежать при первой возможности. Но его снова ловят. Когда он понимает, что убегать нет смысла, он начинает изучать обряды и обычаи ирокезов.
2. Эпизод 

По обычаям ирокезов, когда индейцы идут на войну (с французами против англичан), каждый воин может сам решить, идти ли ему на войну. Со временем Джордж понимает всё больше и больше ритуалов индейцев,  начинает чувствовать себя с ними как дома и со временем становится частью племени. Когда в трудную зиму Георг/Голубая Птица застрелил медведя и спас племя от голода, его подвергают ритуалу, после которого он становится полноправным членом индейской общины.
3. Эпизод 

Однажды в деревню ирокезов приходит группа английских солдат. Они открывают по ним огонь и расстреливают безоружных индейцев. Этот опыт формирует Голубую Птицу, и он уже никогда не сможет забыть об этом. Старейшина племени поясняет положение индейцев на последующей траурной церемонии: „Англичане и французы подобны двум лезвиям ножниц, кажется, что они сталкиваются, но они просто трутся друг о друга. А индейцы находятся между режущими лезвиями”.
4. Эпизод 

После семи лет пребывания среди ирокезов, когда, кроме цвета кожи, от них он уже ничем не отличается, заканчивается война и доходит до обмена военнопленными. По требованию англичан после их победы в 1763 году над французами все захваченные белые поселенцы, включая Джорджа/Голубую Птицу, должны быть обменены на захваченных индейцев. Голубая Птица должен покинуть индейцев и вернуться к своей семье, к жизни среди белых.
Все встречают его очень тепло — отец ждал  любимого сына, сестры выросли и вышли замуж. Семья стала богатой, и у неё на земле есть чёрные рабочие. Вся фермерская земля очищена. На земле осталось только одно дерево, дерево, у которого его отец сказал ему, что они теперь в раю.

### Завершение
Голубая Птица стал совершенно чужд белому обществу. И он чувствует себя там не в своей тарелке. Голубая Птица чувствует себя более связанным с индейцами, чем со своим прежним народом. Отец говорит ему по возвращении, что земля теперь будет принадлежать им, белым, после того, как он, Георг, сам срубит последнее дерево. Отец передает ему топор, которым он должен срубить последнее дерево как символ, но Голубая Птица отказывается это сделать, и покидает ферму, чтобы снова присоединиться к индейцам.
Джордж так и не смог найти себя в новой среде — как он сам говорил отцу: "человек никогда не входит дважды в одну и ту же реку” (когда он делает это во второй раз, река уже другая).”

## Анализ
Структура
Повествовательный стиль фильма спокойный и неторопливый. История рассказывается в впечатляющих, тщательно продуманных образах, причём камера иногда переключается с позиции наблюдения на взгляд главного героя, Джорджа/Голубую Птицу, так что каждый видит события его глазами.
Персонажи
Главный герой Джордж Рустер/Голубая Птица изображен правдоподобно: девятилетний мальчик, который переехал из знакомой ему Англии в чужую страну, в которой всё отличается от того, что он знал. Когда его похищают индейцы, он логично цепляется за то единственное, что было ему ещё знакомо: за свою семью. Разрываясь между двумя культурами, он, наконец, находит свой путь уже зрелым молодым человеком.
Индейцы изображены реалистично. Способ подачи индейцев отличается от того, который использовался в голливудских фильмах до 1960-х годов. Большая часть фильма посвящена изображению обрядов и обычаев ирокезов.

### Подоплека
Содержание фильма значительно отличается от оригинальной книги, которая исторически начинается на фоне вторжения генерала Брэддока и опустошительного поражения британско-американской армии 9 июля 1755 года на Мононгахиле. Фильм лишь крайне грубо ориентирован на рамочный сюжет книги.
В 1994 году по роману Анны Юрген поставлен немецко-канадский телесериал с одноименным названием в тринадцати сериях. Поставлен режиссёром Джеффом Ауторсом по сценарию написанному Христосом Яннопулосом.

## Критика
“Судьба британского мальчика-поселенца, выросшего в Северной Америке 18 века, который похищен ирокезами и растет среди них в качестве приемного ребенка. Подлинная адаптация социалистической детской книжной классики: глубоко гуманистическая по своему настроению. “Оригинальный текст (нем.)Das Schicksal eines im Nordamerika des 18.Jh. herangewachsenen britischen Siedlerjungen, der von Irokesen verschleppt wird und unter ihnen als Adoptivkind aufwächst. Werkgetreue Verfilmung eines sozialistischen Kinderbuchklassikers: Zutiefst humanistisch in seiner Gesinnung.— Lexikon des internationalen Films

 “Фильм «Голубая птица» значительно отличается от индейских фильмов прошлых лет. Он почти полностью отказывается от популярных, общепринятых клише и стандартов такого рода фильмов, вместо этого дает много этнографического, исторически точного, социально обоснованного..“Оригинальный текст (нем.)Der Film Blauvogel unterscheidet sich erheblich von den Indianerfilmen vergangener Jahre. Er verzichtet nahezu völlig auf die beliebten, gängigen Klischees und Standards dieser Art Filme, liefert stattdessen viel Ethnografisches, historisch exakt, sozial begründet..
— Filmspiegel 1/80

## Награды
Фильм получил премию ЮНИСЕФ в 1980 году на 18-м Международном фестивале детских и юношеских фильмов в Хихоне.

## Примечание
В польской версии индейское имя главного героя — „Голубая Птица” – было изменено на „Горный Волк”, скорее всего, чтобы избежать ассоциаций с негативным, польским фразеологизмом.

## Справочные ссылки
1. ↑  Сайт МЕСОАМЕРИКА.Северная Америка.Северный Вудленд.Лига Ирокезов. Дата обращения: 8 марта 2021. Архивировано 21 июня 2020 года.
2. ↑  Сайт МЕСОАМЕРИКА.Северная Америка.Северный Вудленд.Нейтральные. Дата обращения: 8 марта 2021. Архивировано 21 июня 2020 года.
3. ↑  Сайт МЕСОАМЕРИКА.Северная Америка.Северный Вудленд.Прибрежные алгонкины. Дата обращения: 8 марта 2021. Архивировано 28 сентября 2016 года.
4. ↑  Сайт МЕСОАМЕРИКА.Северная Америка.Северный Вудленд.Народы Великих Озер. Дата обращения: 8 марта 2021. Архивировано 21 июня 2020 года.
5. ↑  Сайт МЕСОАМЕРИКА.Северная Америка.Северный Вудленд.История Лиги Ирокезов. Дата обращения: 8 марта 2021. Архивировано 10 декабря 2010 года.
6. ↑  Blauvogel Архивная копия от 26 октября 2020 на Wayback Machine In: Lexikon des internationalen Films[нем.].Filmdienst[нем.] abgerufen am 2. März 2017.

### Веб-ссылки
- «Союз племени ирокезов» (англ.) на сайте Internet Movie Database
- Blauvogel в Фонде DEFA[нем.]